# Campus de Cal Poly Pomona y reserva ecológica Voorhis
El Campus de Cal Poly Pomona y reserva ecológica Voorhis en inglés: Campus Cal Poly Pomona and Voorhis Ecological Reserve es una reserva de flora natural de California y jardín botánico de 60 hectáreas (156 acres) de extensión, que alberga a más de 1,000 especies de plantas raras y nativas de California. 
Está administrado por la « California State Polytechnic University, Pomona » Universidad Estatal Politécnica de California (Pomona).
La Reserva Ecológica Voorhis en la parte noroeste del campus contiene 31 hectáreas de matorral costero y bosquetes de encinos de costa Quercus agrifolia. Se estableció de manera informal en la década de 1970, y dedicado formalmente el 29 de junio de 1983. Es el nombre de Jerry Voorhis, un excongresista con una larga conexión con Cal Poly Pomona.

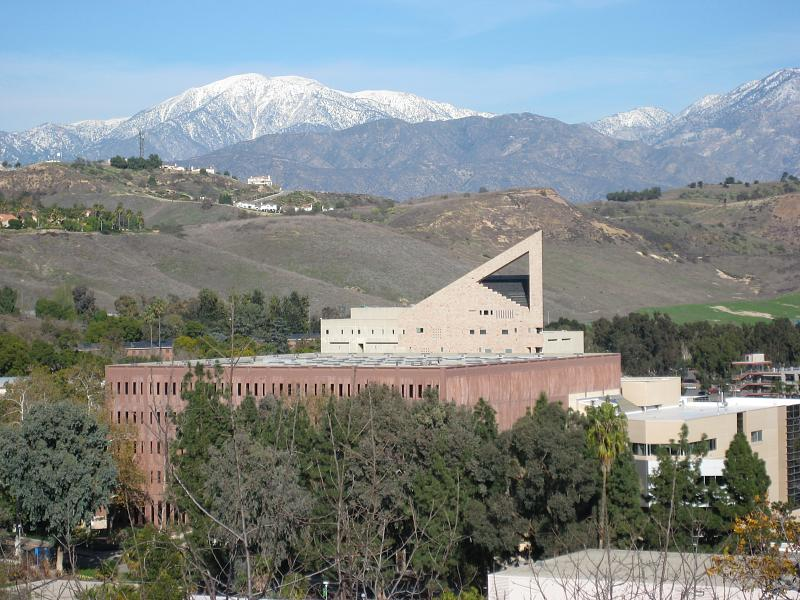
El Campus Poly Pomona y al fondo la reserva ecológica Voorhis.

## Localización
El Campus Cal Poly Pomona se encuentra localizado en el centro de las "San José Hills" y es parte de un corredor de vida silvestre que conecta la Sierra de San Gabriel y la Sierra de Santa Ana. Gran parte de la San José Hills se desarrolla ahora, y los espacios naturales de Cal Poly y el área natural de "Buzzard Peak" adyacente constituyen una de las regiones subdesarrolladas más grande restantes. Esta área ha sido designada como Área Ecológica Significativa por el Condado de Los Ángeles, y las porciones son considerados como importantes por el Departamento de Pesca y Caza de California.
Campus Cal Poly Pomona and Voorhis Ecological Reserve, 3801 West Temple Avenue, Pomona, Los Ángeles county, California CA 91768 United States of America-Estados Unidos
Planos y vistas satelitales.34°3′23″N 117°49′18″O / 34.05639, -117.82167

## Historia

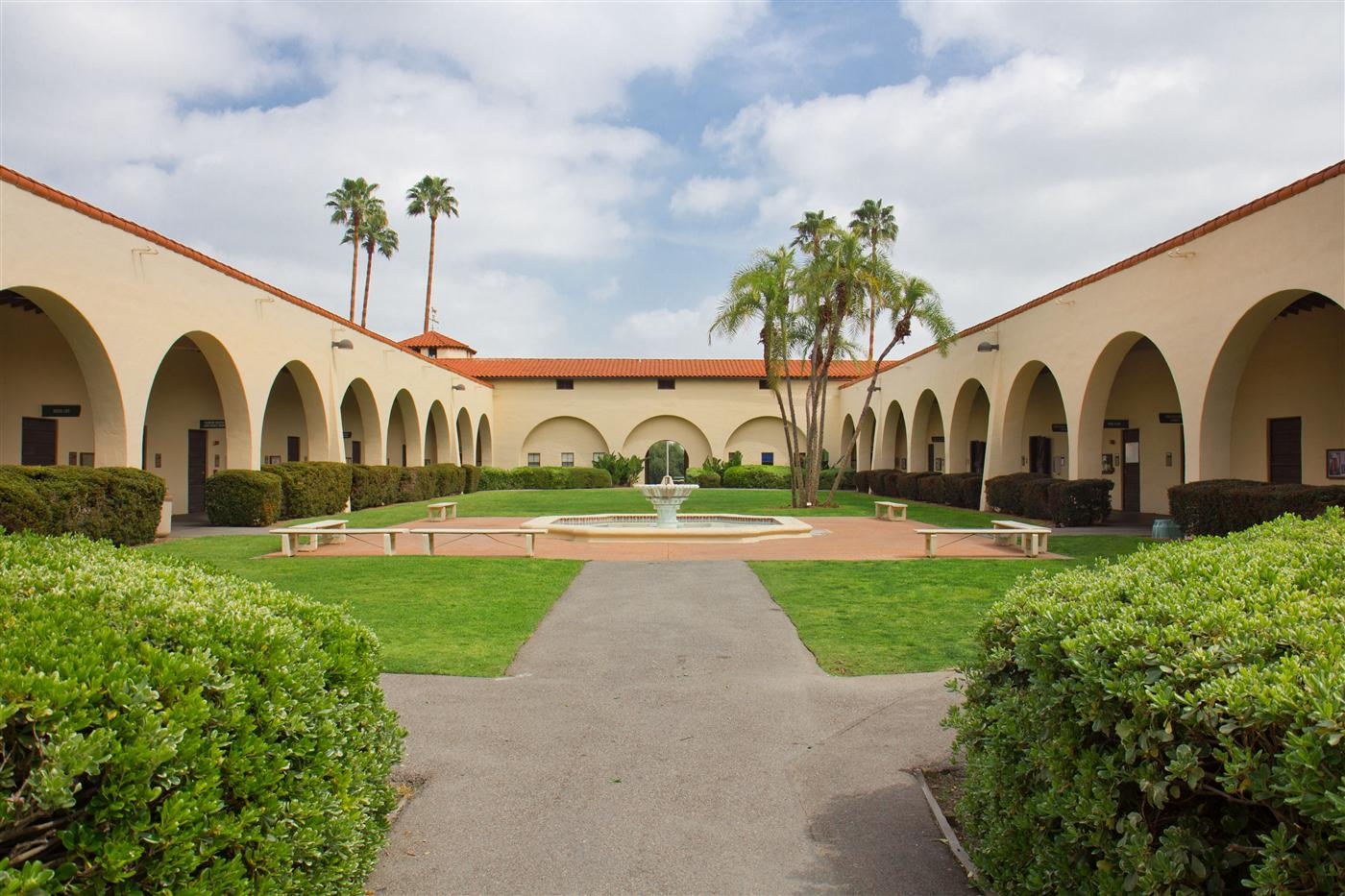
El antiguo establo del rancho de cría de caballos árabes del magnate de los cereales del desayuno W.K. Kellogg.

El rancho en Pomona donde criaba caballos árabes el magnate Will Keith Kellogg propietario de la compañía dedicada a los cereales del desayuno Kellogg Company, fue donado a la universidad politécnica de California, al final de la Segunda Guerra Mundial.
La reserva Woorhis original consistía en el "Box Canyon", el gran cañón detrás de Edificio 1 y debajo de la Casa Kellogg Pomona (la vieja mansión Kellogg). Los cañones hacia el suroeste fueron incluidos de manera no oficial a principios de 1990.
Las cabeceras de los cañones, aunque funcionalmente parte de la reserva, pertenecen al "Forest Lawn Cemetery" en el este y un cinturón verde de la ciudad de Walnut en el oeste. En 1995, fue dividido el Forest Lawn, y rellenado estabilizando la parte superior de Box Canyon.
La reserva consiste en matorrales costeros y una pequeña cantidad de bosquetes de encinos de costa. Estas comunidades están conformadas por el fuego, y la reserva se ha quemado varias veces. Los dos fuegos más importantes fueron el 21 de agosto de 1981, cuando se quemó el Box Canyon, y 28 de julio de 1989, cuando prácticamente ardió toda la reserva. Los datos de base se reunieron después del incendio de 1981 y continuaron los estudios de la zona después del incendio de 1989.

## Colecciones del Campus Cal Polys Pomona y reserva Voorhis
En la parte noroeste del campus está la reserva ecológica de Voorhis parque natural, que sirve como un corredor de 31 hectáreas (76,6 acre) para la fauna silvestre. Esta zona contiene
arbustos de Coastal Sage Scrub y los árboles son encinos costeros (Quercus agrifolia).

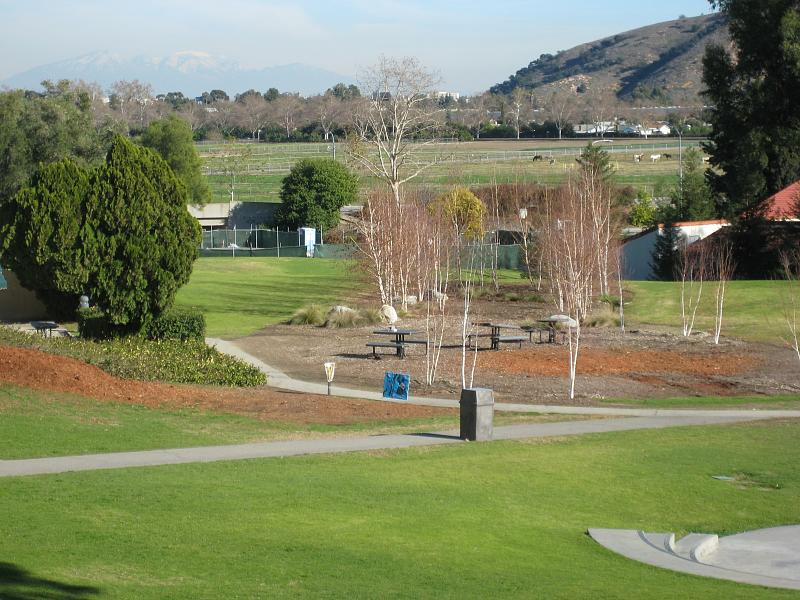
Terrenos de entrenamiento y ejercicios de los caballos árabes en el Campus Cal Poly Pomona.

La reserva contiene cuatro especies de anfibios, 12 reptiles, 100 aves, 38 mamíferos, 167 plantas vasculares, y los insectos no numerados. Según un estudio de la vegetación a cabo antes de la publicación del incendio de 1989 en 1990.
Cal Poly forma parte de Agriscapes, un proyecto de investigación de 40 acres (16,2 ha) que muestra las prácticas ambientales y agrícolas sostenibles, incluidos los métodos para cultivar alimentos, conservar el agua y la energía así como reciclar los residuos urbanos. Agriscapes es la sede de la tienda "Farm at Kellogg Ranch", que vende alimentos y productos cultivados en el campus a nivel local. 
El campus de Cal Poly también contiene un invernadero con especies de plantas de selva tropical húmeda, un jardín etnobotánico de plantas nativas de California, y un centro de biología acuática todos ellos conocidos colectivamente como "Biotrek", que proporciona la educación ambiental a todos los niveles académicos.
Una rosaleda que se remonta a los años del rancho de caballos Kellogg; la Casa Kellogg diseñada por los arquitectos con sede en Los Angeles Charles Gibbs Adams, Myron Hunt y Harold Coulson Chambers en la década de 1920 y los jardines de la mansión original de Kellogg muestra unos jardines que fueron diseñados por Charles Gibbs Adams pero que fueron completados por  "Florence Yoch & Lucile Council".
Cal Poly también alberga un jardín japonés de 1,3 acres (0,5 ha) construido en 2003 y diseñado por Takeo Uesugi. El jardín japonés es conocido como "George y Sakaye Aratani" es uno de los cuatro bajo la administración de instituciones de educación superior en el Condado de Los Ángeles, los otros son el Jardín japonés Earl Burns Miller en la Cal State Long Beach, el Jardín japonés Hannah Carter en la UCLA, y el Jardín Shinwa-En en Cal State Dominguez Hills.

Algunos especímenes del "Campus Cal Poly Pomona and Voorhis Ecological Reserve".

Especímenes
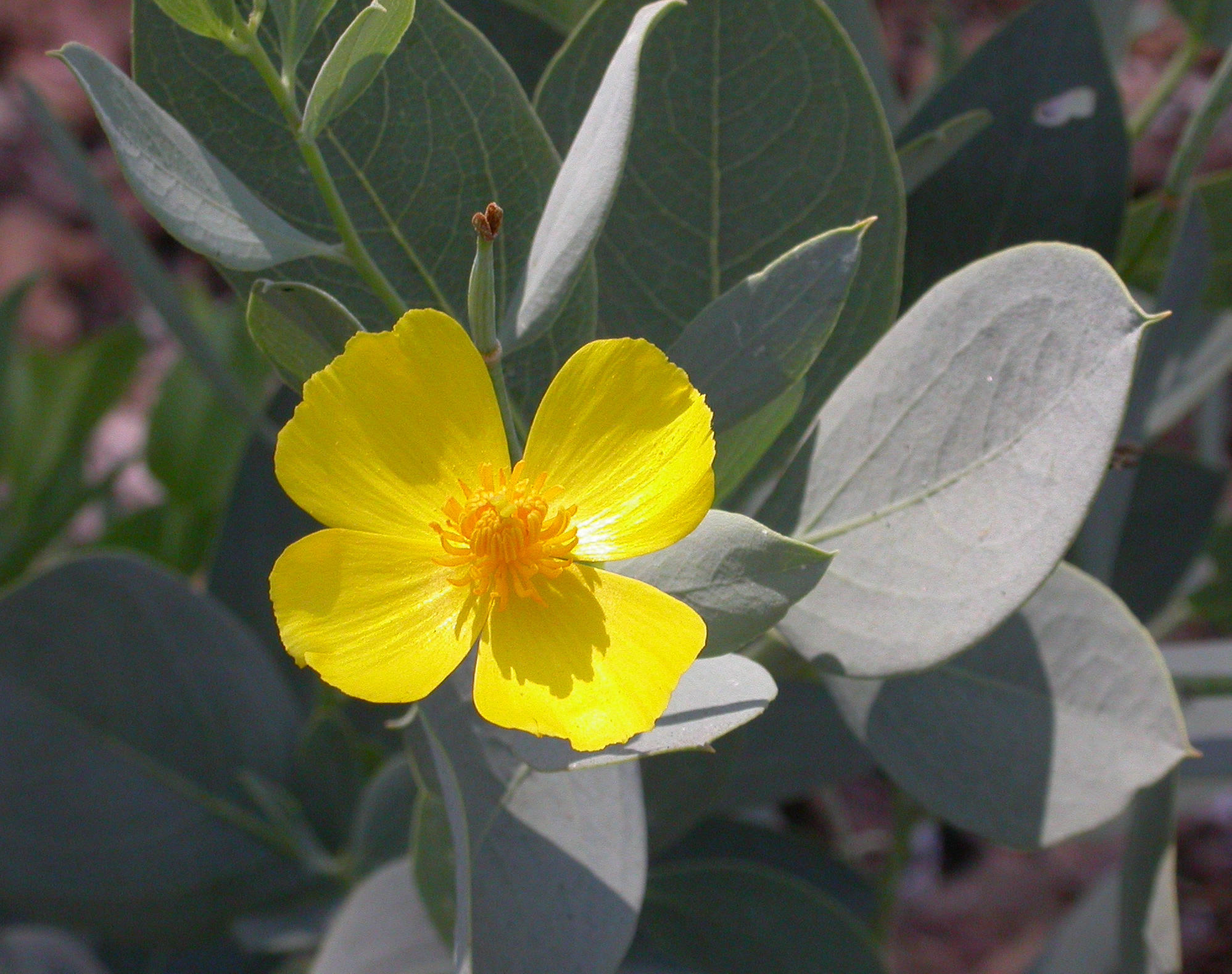
Dendromecon harfordii
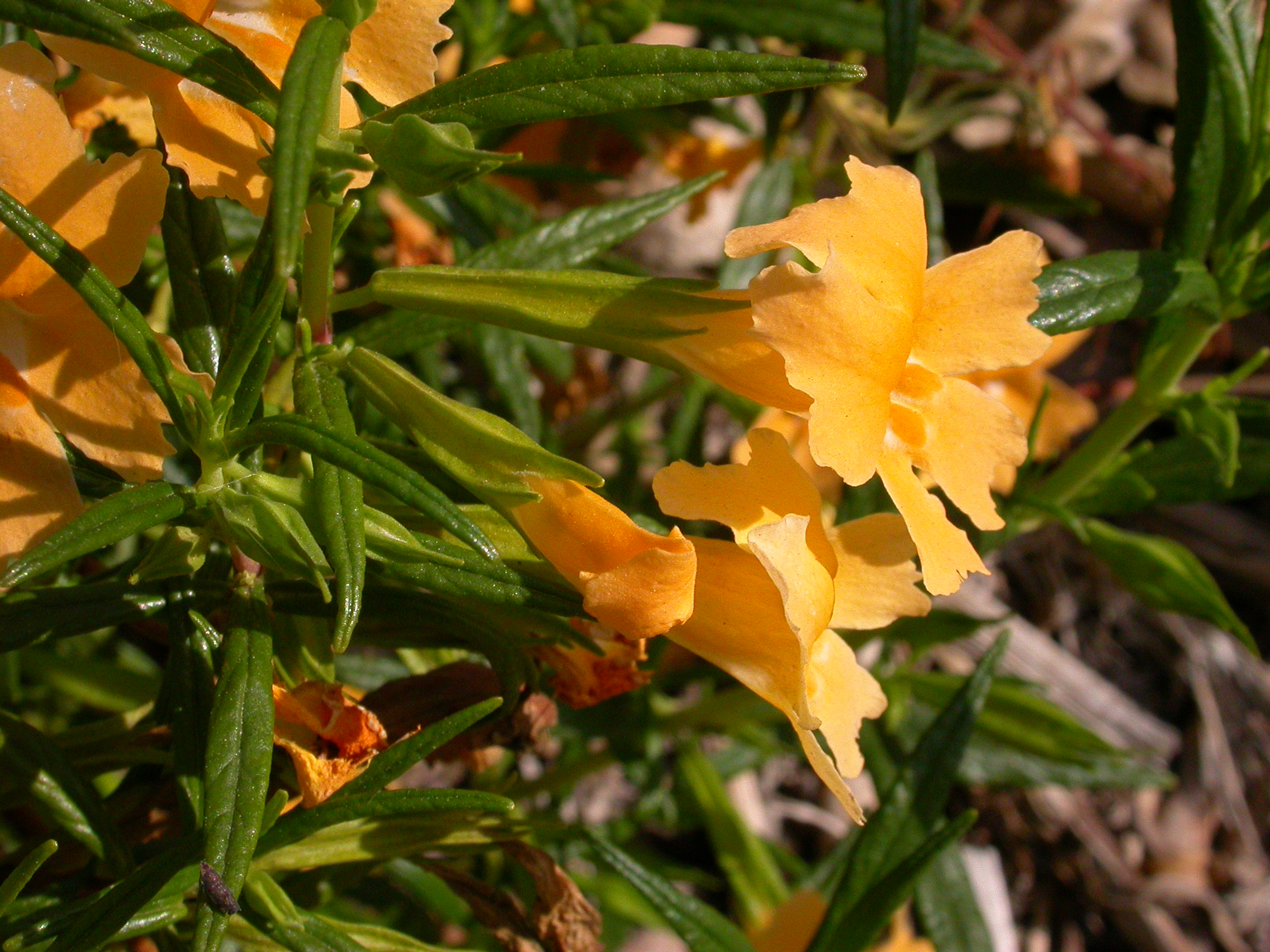
Mimulus aurantiacus
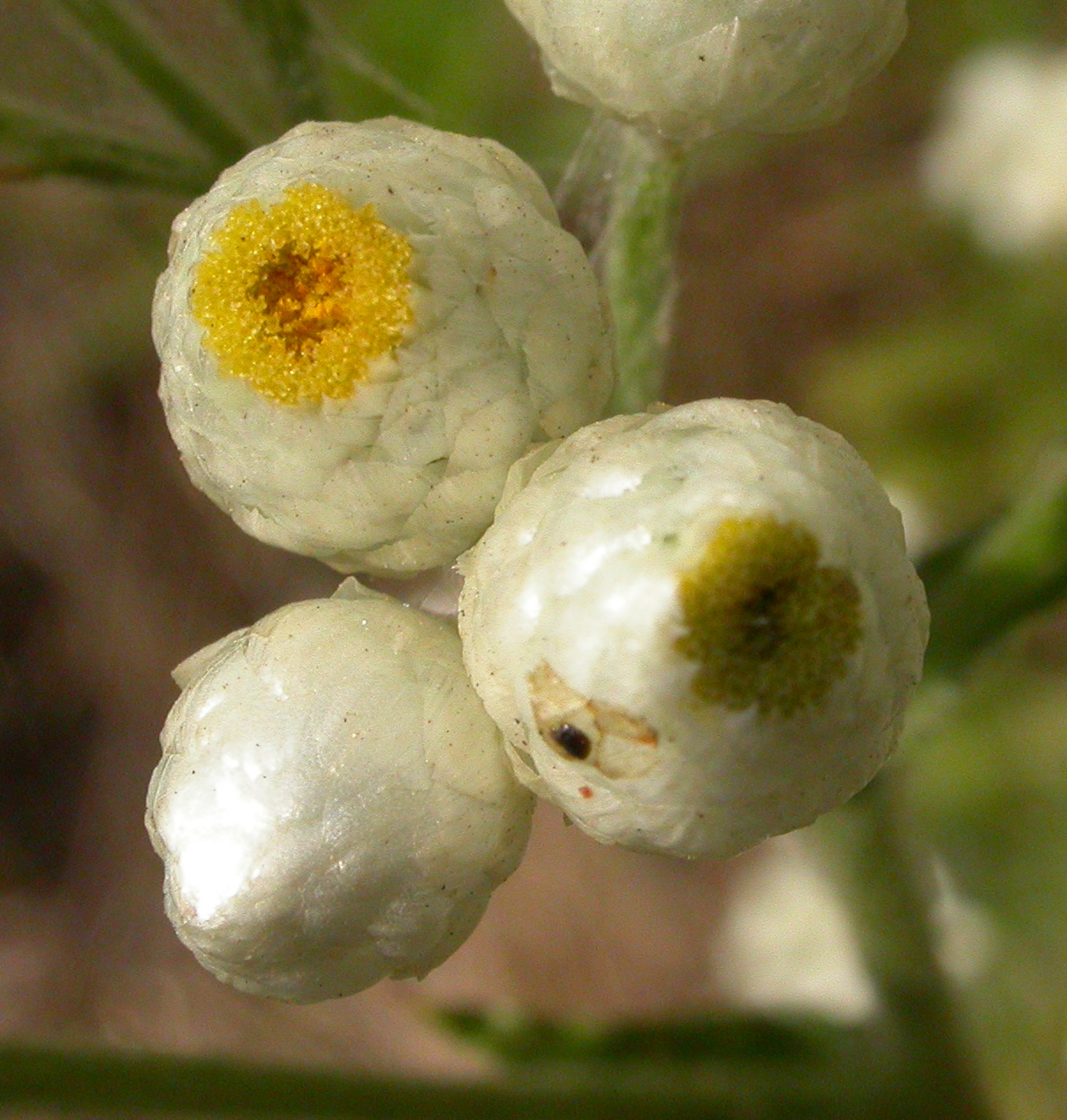
Capítulos de Gnaphalium californicum
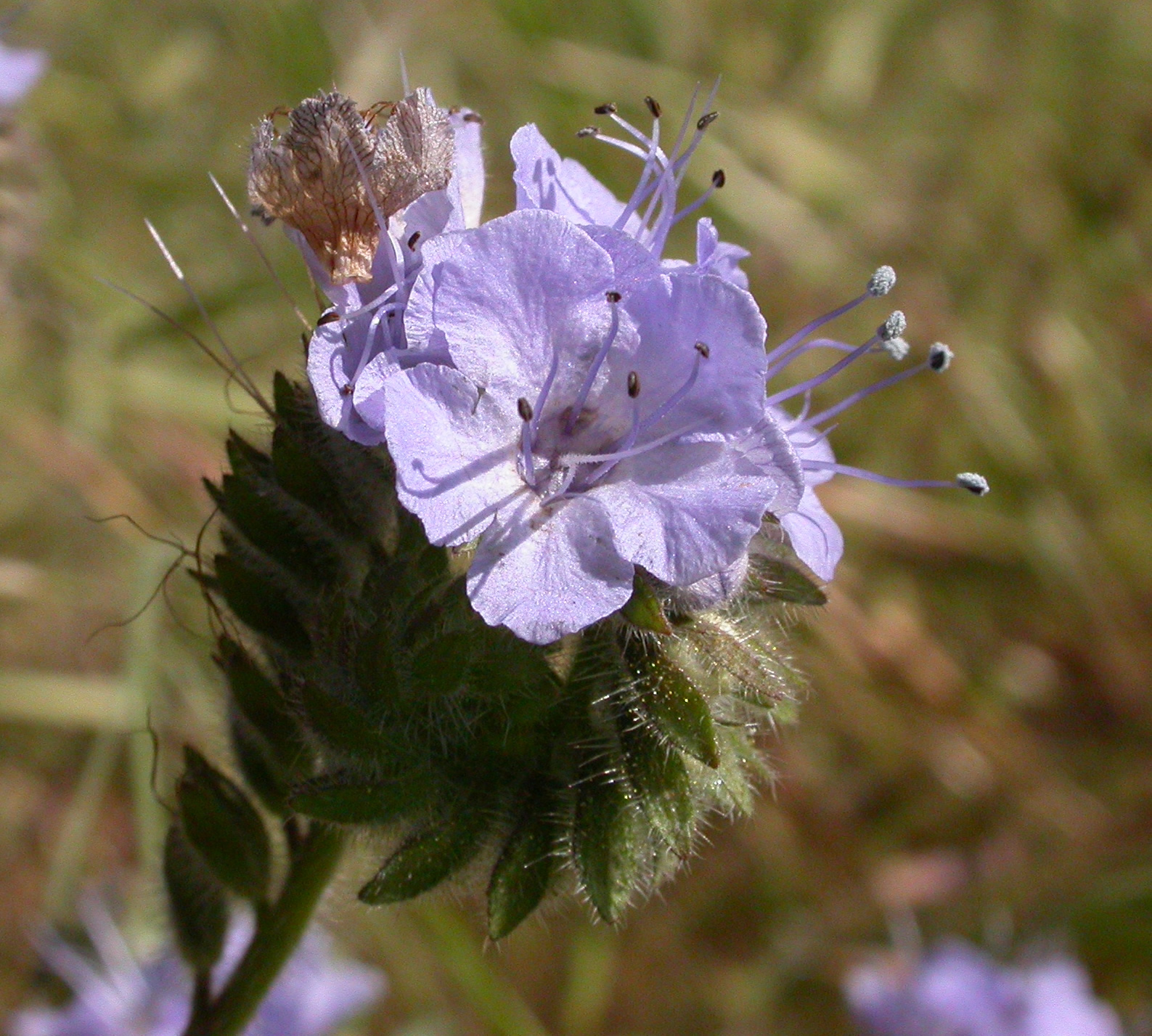
Phacelia tanacetifolia
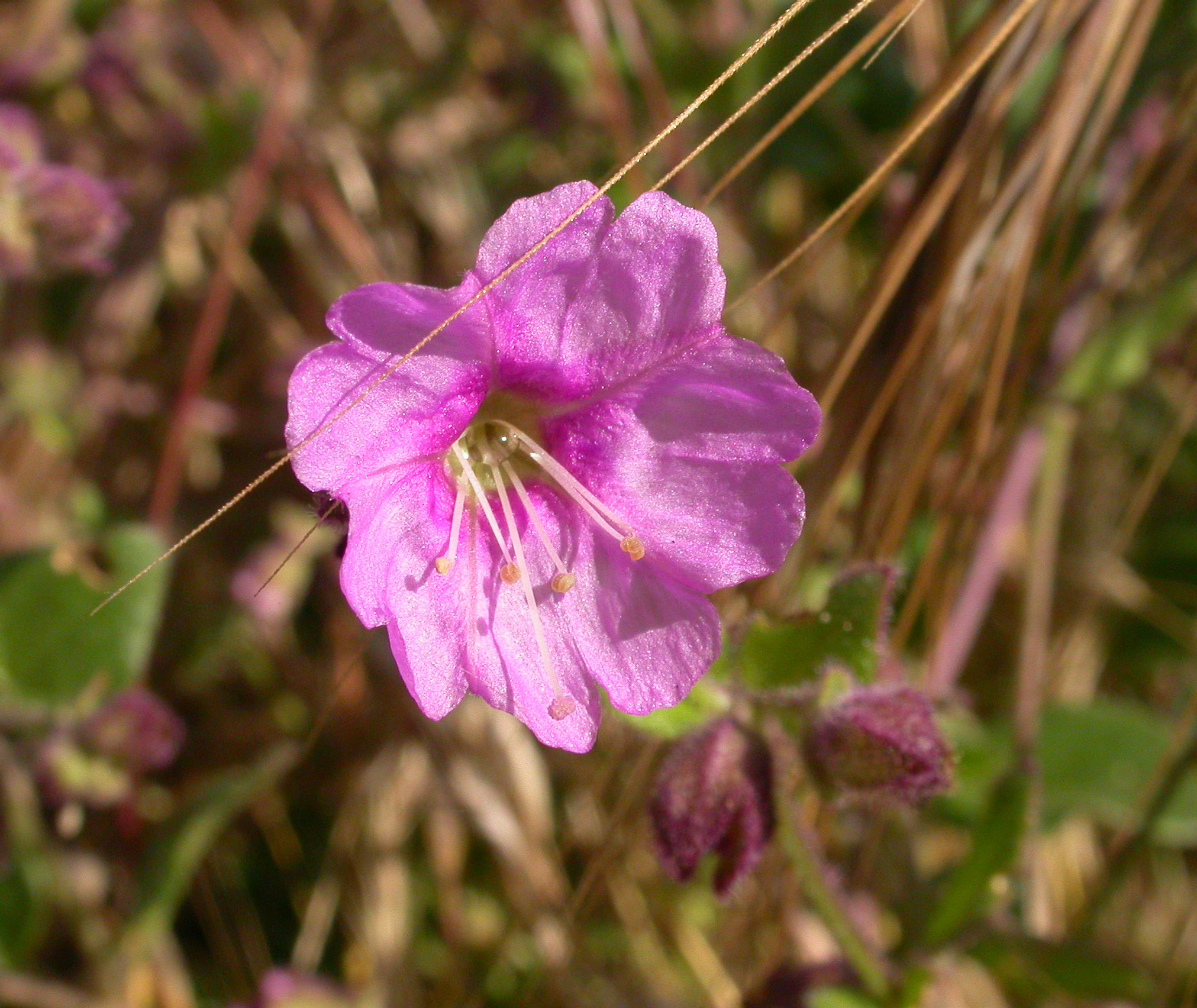
Mirabilis californica